# Global Action Plan International
Global Action Plan (GAP) International is een wereldwijd netwerk van NGO's en personen, dat zich richt op het bevorderen van duurzame gedragsverandering. De missie van GAP International is zichtbaar een impuls geven tot een duurzame samenleving. Het daagt mensen uit de keuze te maken voor een duurzame levensstijl en ondersteunt hen bij het in praktijk brengen daarvan. Er zijn programma's voor scholen en jongeren, huishoudens en gemeenschappen, en werkterreinen. De idee is dat kleine veranderingen in de keuzes die we elke dag maken, een groot verschil maken als ze breed worden overgenomen.

## Geschiedenis
GAP International is in 1989 opgericht op initiatief van de organisatieadviseurs David Gershon (Verenigde Staten) en Bessie Schadee (Nederland). In de jaren 90 ontwikkelden en implementeerden zij het EcoTeam programma, een actieprogramma om milieubewust gedrag in het huishouden te bevorderen. De eerste resultaten werden in 1992 gepresenteerd op de Earth Summit in Rio de Janeiro.
GAP werd al snel uitgebreid naar andere landen en wordt nog steeds verder ontwikkeld. De lidorganisaties zijn autonoom. Een kaart met een overzicht van de leden is te vinden op de website van Global Action Plan International.
GAP International is geregistreerd als charitatieve instelling en heeft zijn hoofdkantoor in Stockholm. Het heeft een consultatieve status bij de Economische en Sociale Raad van de Verenigde Naties (ECOSOC). De vier belangrijkste aandachtsgebieden zijn luchtkwaliteit, energie, voedsel en water, en reizen.
Sinds april 1995 is Marilyn Mehlmann General Secretary van GAP International. In 2011 werd zij onderscheiden met de Rachel Carson Prijs voor haar langdurige inzet om duurzaam handelen te bevorderen bij individuen, bedrijven en NGO's.

## GAP Nederland
GAP Nederland werd in 1991 opgericht. Bessie Schadee, een organisatieadviseur met een visie op maatschappelijk verantwoord ondernemen, haalde David Gershon naar Nederland. Het EcoTeam programma sloeg snel aan, het gaf handvatten voor actie rond de thema's afval, energie, water, vervoer en koopgedrag. Het programma werd onder meer gefinancierd door het ministerie van VROM en de Nationale Postcode Loterij. In totaal zijn er circa 24.000 Nederlanders mee bereikt en vele organisaties als banken, bedrijven, MKB, non-profitorganisaties en kerken. De drijvende kracht achter het programma was Peter van Luttervelt.
In de loop van de jaren 90 werd de aanpak van milieuproblemen door de overheid verbreed naar duurzame ontwikkeling. Er ontstond een verscheidenheid aan programma’s met een gedragscomponent, waarvoor het EcoTeam-concept de basis was. De interesse voor het programma voor huishoudens liep na 1996 terug en in 2003 werd GAP Nederland opgeheven. Er is nog een website waarmee de organisatoren willen bijdragen aan de vindbaarheid van informatie over succesvolle programma’s voor het ondersteunen van een duurzame gedragsverandering.